# Pseudanthias squamipinnis
Pseudanthias squamipinnis är en fiskart som först beskrevs av Peters, 1855.  Pseudanthias squamipinnis ingår i släktet Pseudanthias och familjen havsabborrfiskar. Inga underarter finns listade i Catalogue of Life.
Arten når en längd av 15 cm och en vikt av 225 g. Honornas färg är gul till orange medan hannar har en violett färg. Den första taggstrålen är hos båda kön lång men hannar har en längre taggstråle. Pseudanthias squamipinnis lever i tropiska och subtropiska delar av Indiska oceanen och östra Stilla havet. Honor lägger ägg.